# The Calling (2022)
The Calling is een Amerikaanse televisieserie over de politie van New York, ontwikkeld door David E. Kelley. De serie is gebaseerd op de romanreeks Avraham Avraham van Dror Mishani. Het eerste seizoen ging op 10 november 2022 in première op Peacock.

## Verhaal
De serie volgt de Joodse NYPD-rechercheur Avraham Avraham die een speciale gave heeft voor het oplossen van misdaden. Dit doet hij samen met zijn nieuwe collega Janine Harris.

## Rolverdeling

### Hoofdrollen
- Jeff Wilbusch als Avraham Avraham
- Juliana Canfield als Janine Harris
- Karen Robinson als Kathleen Davies
- Michael Mosley als Earl Malzone
- Tony Curran als John Wentworth

### Bijrollen
- Chris Sullivan als Paul Serra
- Steven Pasquale als Leonard Conte
- Stephanie Szostak als Nora Conte
- Noel Fisher als Zack Miller
- Annabelle Dexter-Jones als Dania Miller
- Christopher Mann als Michael Rosen
- Derrick Delgado als Danny Serra
- Constance Zimmer als Anna Harvey
- Charlie Besso als	Vincent Conte
- Mattea Conforti als Olivia Conte
- Sandy Hernandez als Elisabeth Serra
- Liam Delgado als Eric Serra

## Afleveringen
| Afl. | Titel                   | Regie           | Scenario                           | Releasedatum Peacock |
| 1    | "He's Gone"             | Barry Levinson  | David E. Kelley                    | 10 november 2022     |
| 2    | "The Knowing"           | Barry Levinson  | David E. Kelley                    | 10 november 2022     |
| 3    | "The Horror"            | Ali Selim       | David E. Kelley                    | 10 november 2022     |
| 4    | "The Break"             | Martha Mitchell | David E. Kelley                    | 10 november 2022     |
| 5    | "Shomer"                | Lisa Robinson   | David E. Kelley & Jonathan Shapiro | 10 november 2022     |
| 6    | "The Pursuers"          | Alonso Alvarez  | Jason Horwitch                     | 10 november 2022     |
| 7    | "The Hand of Diligent"  | Erin Feeley     | Jonathan Shapiro                   | 10 november 2022     |
| 8    | "Blameless and Upright" | Michael Slovis  | Jonathan Shapiro & Jason Horwitch  | 10 november 2022     |